# العقال قبلي
قرية العقال قبلي هي إحدى القرى التابعة لمركز البداري في محافظة أسيوط في جمهورية مصر العربية. حسب إحصاءات سنة 2006، بلغ إجمالي السكان في العقال قبلي 13709 نسمة، منهم 6631 رجل و7078 امرأة.